# VPS13D
VPS13D‏ (Vacuolar protein sorting 13 homolog D) هوَ بروتين يُشَفر بواسطة جين VPS13D في الإنسان.